# Shaferocharis multiflora
Shaferocharis multiflora är en måreväxtart som beskrevs av Attila L. Borhidi och O.Muniz. Shaferocharis multiflora ingår i släktet Shaferocharis och familjen måreväxter. Inga underarter finns listade i Catalogue of Life.